# Hipposideros
Genre
Hipposideros est un genre de chauves-souris de la famille des Hipposideridae.
Cette famille est sœur de celle des Rhinolophidae, avec laquelle elle était associée auparavant.

## Quelques critères
Les oreilles sont en forme de feuille. Le nez, protubérant, assez gros, est en forme de châtaigne couchée, assez ovale. Beaucoup portent au-dessus des yeux des plis et bourrelets. Ces bourrelets traversent parfois le front et joignent les 2 yeux. Souvent, la fourrure est dense et épaisse sur le corps, d’une couleur assez homogène et les ailes sont plus foncées. Également,[pas clair] la membrane arrière (en parlant d'une zone du patagium) engloberait les pattes postérieures.

## Liste des espèces

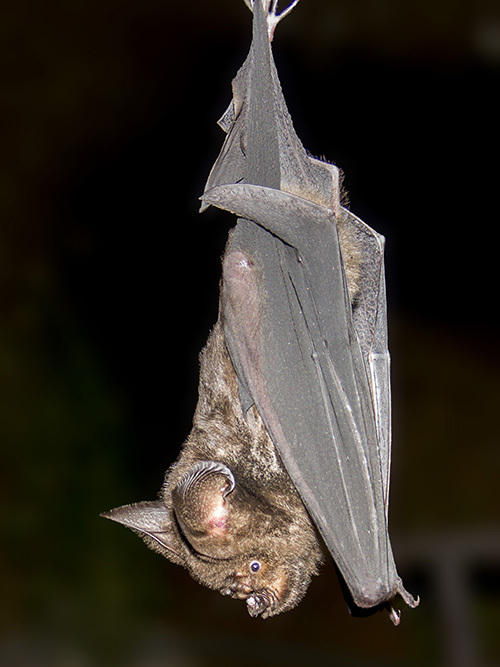
Hipposideros armiger

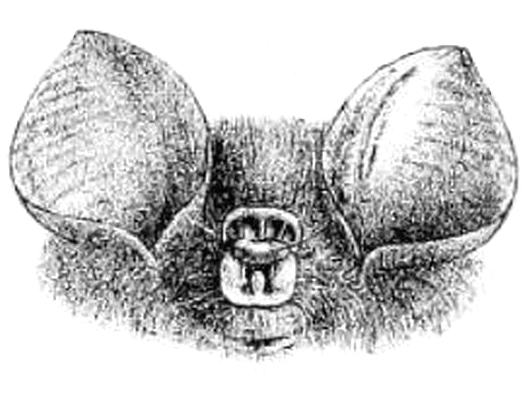
Hipposideros bicolor

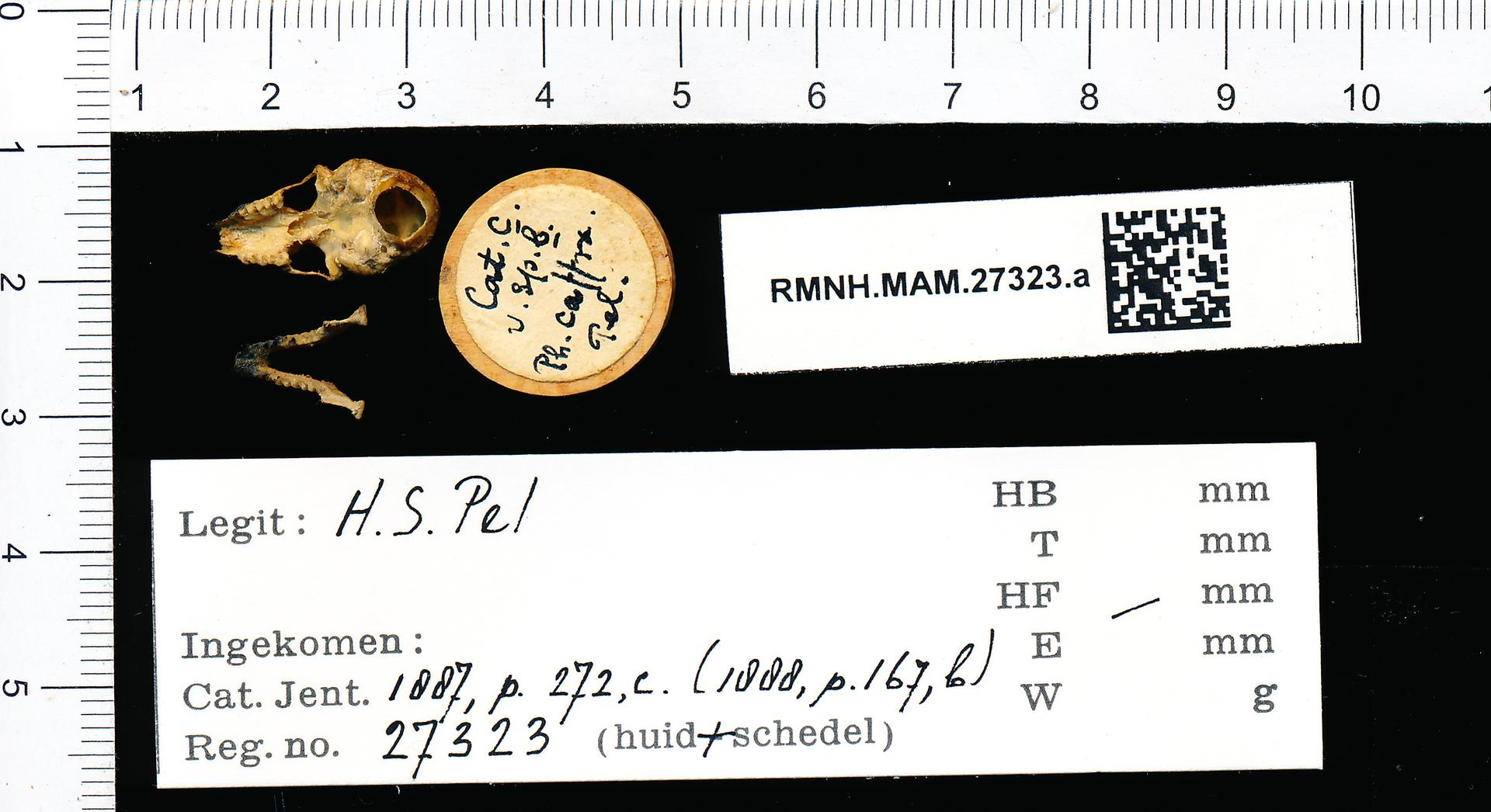
Hipposideros caffer

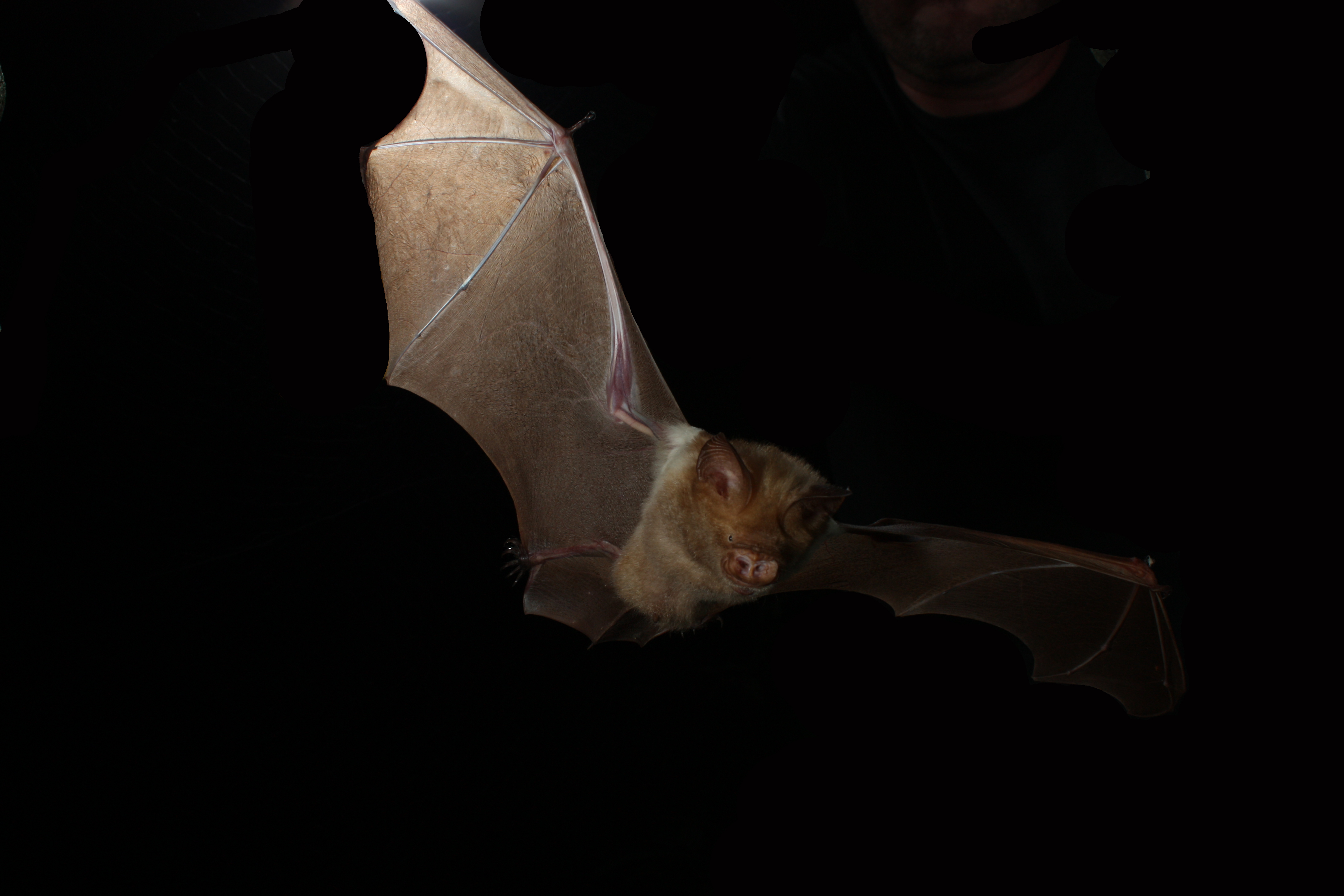
Hipposideros diadema

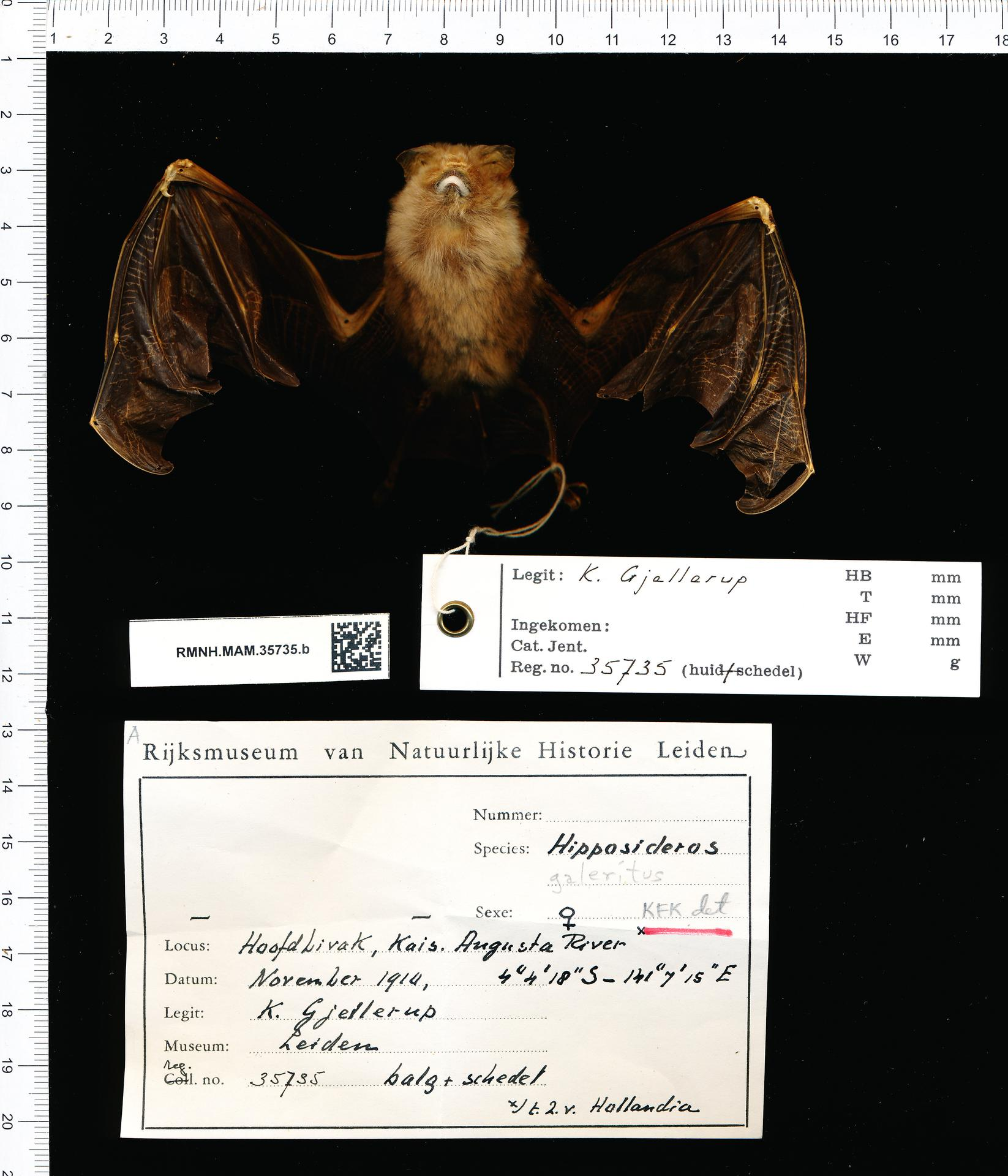
Hipposideros galeritus

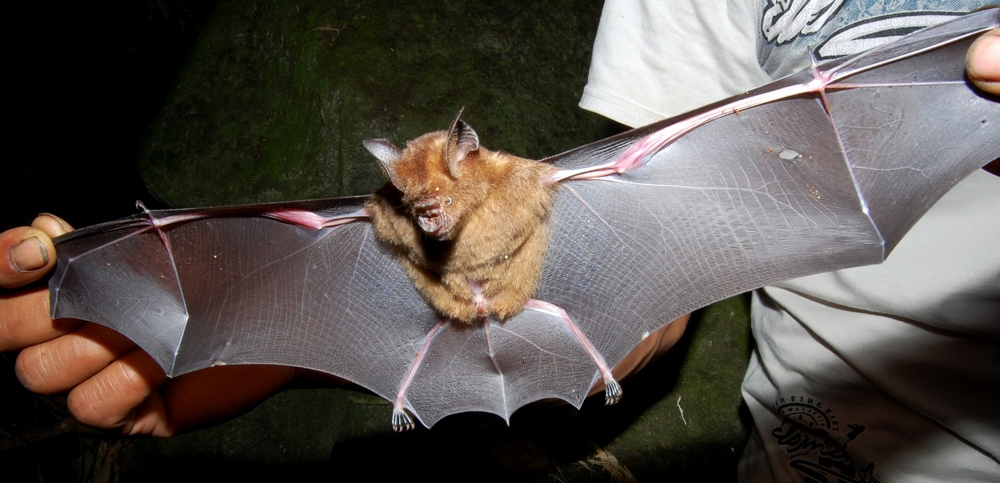
Hipposideros lavatus

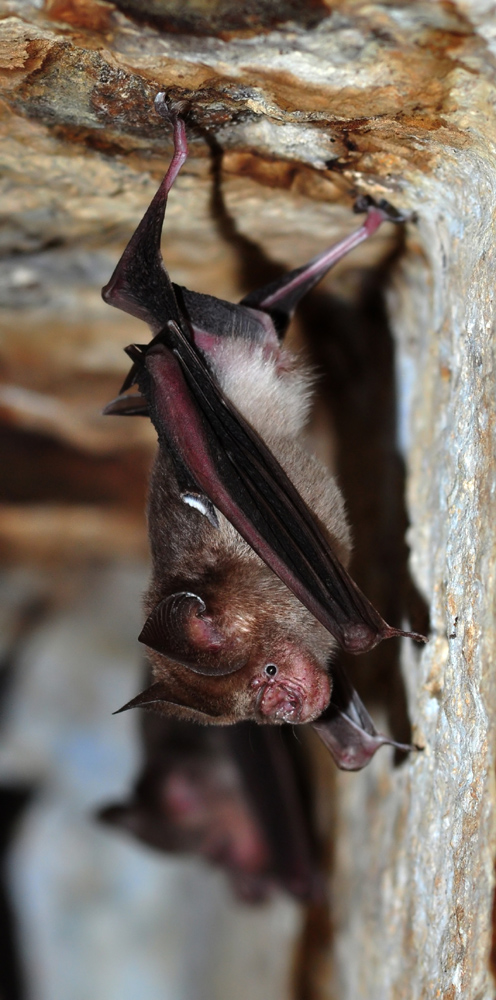
Hipposideros speoris

Selon la troisième édition de Mammal Species of the World (version 3, 2005)  (14 juin 2014), de 2005 :
- Hipposideros abae J. A. Allen, 1917
- Hipposideros armiger (Hodgson, 1835) — Phyllorhine de l'Himalaya
- Hipposideros ater Templeton, 1848
- Hipposideros beatus K. Andersen, 1906
- Hipposideros bicolor (Temminck, 1834)
- Hipposideros breviceps Tate, 1941
- Hipposideros caffer (Sundevall, 1846) — Phyllorine de Cafrérie
- Hipposideros calcaratus (Dobson, 1877)
- Hipposideros camerunensis Eisentraut, 1956
- Hipposideros cervinus (Gould, 1863)
- Hipposideros cineraceus Blyth, 1853
- Hipposideros commersoni (E. Geoffroy, 1813) — Phyllorhine de Commerson
- Hipposideros coronatus (Peters, 1871)
- Hipposideros corynophyllus Hill, 1985
- Hipposideros coxi Shelford, 1901
- Hipposideros crumeniferus (Lesueur & Petit, 1807)
- Hipposideros curtus G. M. Allen, 1921
- Hipposideros cyclops (Temminck, 1853) — Phyllorhine laineuse
- Hipposideros demissus
- Hipposideros diadema (E. Geoffroy, 1813)
- Hipposideros dinops K. Andersen, 1905
- Hipposideros doriae (Peters, 1871)
- Hipposideros durgadasi
- Hipposideros dyacorum Thomas, 1902
- Hipposideros edwardshilli
- Hipposideros fuliginosus (Temminck, 1853)
- Hipposideros fulvus Gray, 1838
- Hipposideros galeritus Cantor, 1846
- Hipposideros gigas Wagner, 1845
- Hipposideros grandis
- Hipposideros halophyllus Hill & Yenbutra, 1984
- Hipposideros hypophyllus
- Hipposideros inexpectatus Laurie & Hill, 1954
- Hipposideros inornatus
- Hipposideros jonesi Hayman, 1947
- Hipposideros lamottei Brosset, 1984 — Chauve-souris de Mont Nimba
- Hipposideros lankadiva Kelaart, 1850
- Hipposideros larvatus (Horsfield, 1823)
- Hipposideros lekaguli Thonglongya & Hill, 1974
- Hipposideros lylei Thomas, 1913
- Hipposideros macrobullatus Tate, 1941
- Hipposideros madurae
- Hipposideros maggietaylorae Smith & Hill, 1981
- Hipposideros marisae Aellen, 1954
- Hipposideros megalotis (Heuglin, 1862)
- Hipposideros muscinus (Thomas & Doria, 1886)
- Hipposideros nequam K. Andersen, 1918
- Hipposideros obscurus (Peters, 1861)
- Hipposideros orbiculus
- Hipposideros papua (Thomas & Doria, 1886)
- Hipposideros pelingensis
- Hipposideros pomona K. Andersen, 1918
- Hipposideros pratti Thomas, 1891
- Hipposideros pygmaeus (Waterhouse, 1843)
- Hipposideros ridleyi Robinson et Kloss, 1911
- Hipposideros rotalis
- Hipposideros ruber (Noack, 1893) — Phyllorhine rousse
- Hipposideros scutinares Robinson, Jenkins, Francis & Fulford, 2003
- Hipposideros semoni Matschie, 1903
- Hipposideros sorenseni
- Hipposideros speoris (Schneider, 1800)
- Hipposideros stenotis Thomas, 1913
- Hipposideros sumbae
- Hipposideros thomensis
- Hipposideros turpis Bangs, 1901
- Hipposideros vittatus Peters, 1852
- Hipposideros wollastoni Thomas, 1913

Auxquelles on peut ajouter, décrite depuis lors :
- Hipposideros griffini Vu Dinh Trong, Puechmaille, Denzinger, Dietz, Csorba, Bates, Teeling & Schnitzler, 2012

Et reconnues par ITIS, mais pas par MSW :
- Hipposideros sabanus Thomas, 1898
- Hipposideros schistaceus K. Andersen, 1918

### Espèces fossiles
Selon Paleobiology Database en 2024, le nombre d'espèces fossiles est de dix :
- †Hipposideros (Pseudorhinolophus) africanum Ravel et al., 2016
- †Hipposideros (Pseudorhinolophus) bouziguensis Sigé, 1968
- †Hipposideros bernardsigei Hand, 1997
- †Hipposideros collongensis Dépèret, 1892
- †Hipposideros conquensis Sevilla, 1990
- †Hipposideros felix Mein et Ginsburg, 1997
- †Hipposideros minor Sevilla, 1990
- †Hipposideros morloti Pictet, 1855
- †Hipposideros omani Sigé et al., 1994
- †Hipposideros schlosseri Revilliod, 1917

Auxquelles on peut ajouter :
- †Hipposideros besaoka Samonds, 2007